# Дийн Кунц
Дийн Кунц (на английски: Dean Koontz) е американски писател, автор на трилъри, които съдържат елементи на хорър, научна фантастика, мистерия и сатира.

## Биография
Дийн Рей Кунц е роден на 9 юли 1945 г. в Евърет, щат Пенсилвания. Като малък редовно е малтретиран от алкохолизирания си баща, което, заедно със смелостта на майка му да се противопостави на съпруга си, е повлияло на неговото творчество. Започва да пише още през студентските си години в Университета Шипенсбург и печели награда в конкурс за литература на списание „Атлантик Монтли“.
За да издържа семейството си Дийн Кунц работи в държавна програма за помощ, защита и обучение, на деца в неравностойно положение. Още тогава започва да пише през нощите и почивните си дни, като първият му роман излиза през 1968 г. Той напуска програмата, тъй като вижда, че тя не е така „благородна и прекрасна“, а упражнява само насилствен контрол върху децата и голяма част от парите за тях „изчезват някъде“. Това оформя и бъдещите му политически виждания на недоверие към правителството и защитата на гражданските свободи. Дийн Кунц е републиканец и редовно подкрепя техните предизборни кампании.
Кунц започва работи като учител по английски в крайградски квартал на училище извън Харисбърг, като едновременно продължава да пише, общо около 10 произведения научна фантастика. След година и половина авторът получава предложение от жена си в продължение на пет години да се занимава с писателска дейност, и ако не пожъне успех, да остави литературата, а през това време тя да издържа семейството.
През 1970 г. той започва да пише трилъри и романи на ужасите като издава дори по осем произведения на година. По препоръка на издателите си започва да използва псевдоними, тъй като, според тях, читателите не харесват автори, които постоянно сменят жанра си. През своята писателска кариера Дийн е използвал псевдонимите: Аарон Уолф, Антъни Норт, Брайън Кофи, Дейвид Акстън, Деан Дуайър, Джон Хил, Лей Никълс, Оуън Уест, Ричард Пейдж. По-късно Кунц купува правата за тези романи, за да носят неговото име, но само три са преиздадени след преработка от писателя.
Едва 10 години, след като изцяло се отдава на писане, Кунц прави първия си голям пробив с романа „Шепоти“. Други две книги – „The Key to Midnight“ и „Панаирът“ също са продадени по 1 млн.екземпляра. Неговият първи бестселър е „Demon Seed“, чиито продажби скачат, след като излиза филма със същото име през 1977 г., и той продава над два милиона копия за една година. От 1979 г. неговите книги с меки корици (джобно издание) редовно стават бестселъри. Първият му роман с твърди корици, който става бестселър през 1986 г. е „Непознати“ (Strangers).
Четиринайсет негови произведения са оглавявали класациите на „Ню Йорк Таймс“ („Входът за рая – платен“, „Обсебване“, „Полунощ“, „Студен огън“, „Лошо място“, „Убежище“, „Драконови сълзи“, „Наслада“, „Единственият оцелял“, „Съпругът“, „Odd Hours“, „Relentless“, „Какво знае нощта“, „Шадоу Стрийт 77“), което го прави един от дванайсетте писатели постигнали този успех. Дийн Кунц е плодотворен и разностранен писател, един от най-добрите разказвачи на Америка. Автор е на над 105 романа, както и на множество разкази, като общият продаден тираж на произведенията му възлиза на 450 милиона копия, преведени на 38 езика. Според „Ню Йорк Таймс“ творчеството му е „психологически сложно, майсторски изпипано и изцяло задоволяващо нуждата ни от пулсиращ адреналин“, а списание „Ролинг Стоун“ го нарича „най-популярния писател на съспенса в Америка“. През 2008 г. той е бил шестият в света най-високо платени автор ($ 25 млн. годишно), заедно с Джон Гришам.
Започвайки от 1977 г. по книгите му са заснети много филми.
Има създадена Асоциация на феновете на Дийн Кунц. Писателят е ставал и жертва на кражба на самоличност, след като са публикувани произведения под неговото известно име от друг писател.
От 2006 г. Дийн Кунц живее в Ориндж Каунти, Южна Калифорния (където се развива и действието на голяма част от романите му), със съпругата си Герда, и кучето Анна (златен ретривър).
Анна е наследник на кучето Трикси Дийн, герой на няколко романа и разполагащо със собствен сайт. Кучето Трикси е вдъхновило няколко произведения на Кунц, в които се разказва за живота през кучешките очи. Приходите от тях са дарени за благотворителни цели. То е и участник и в други от най-новите му романи и в мемоарната книга „Голям малък живот“.

## Произведения

### Самостоятелни романи и повести
- Star Quest (1968)
- The Fall of the Dream Machine (1969)
- Fear That Man (1969)
- Anti-man (1970)
- Beastchild (1970)
- The Dark Symphony (1970)
- Hell's Gate (1970)
- The Crimson Witch (1971)
- Demon Child (1971) – под псевдонима Диан Дуайър
- Legacy Of Terror (1971) – под псевдонима Диан Дуайър
- Children of the Storm (1972) – под псевдонима Диан Дуайър
- Dance With The Devil (1972) – под псевдонима Диан Дуайър
- The Dark Of Summer (1972) – под псевдонима Диан Дуайър
- The Flesh in the Furnace (1972)
- Starblood (1972)
- A Darkness in My Soul (1972)
- Warlock (1972)
- Чейс, Chase (1972) – под псевдонима К.Р. Дуайър (повест/кратък роман)
- A Werewolf Among Us (1973)
- Hanging on (1973)
- Дяволско семе, Demon Seed (1973)
- The Haunted Earth (1973)
- Shattered (1973) – под псевдонима К.Р. Дуайър
- After the Last Race (1974)
- The Long Sleep (1975) – под псевдонима Джон Хил
- Nightmare Journey (1975)
- Invasion (1975) – под псевдонима Аарон Уолф
- Dragonfly (1975) – под псевдонима К.Р. Дуайър
- Night Chills (1976)
- Prisoner of Ice (1976) – под псевдонима Дейвид Акстън, преиздаден и като Черен лед, Icebound (1995)
- The Vision (1977)
- Time Thieves (1977)
- Лицето на страха, The Face of Fear (1977) – под псевдонима К.Р. Дуайър
- Ключът към полунощ, The Key to Midnight (1979) – под псевдонима Лей Никълс
- Гласът на нощта, The Voice of the Night (1980) – под псевдонима Брайън Кофи
- Шепоти, Whispers (1980)
- Панаирът, The Funhouse (1980) – под псевдонима Оуън Уест
- Очите на мрака, The Eyes of Darkness (1981) – под псевдонима Лей Никълс
- Маска, The Mask (1981) – под псевдонима Оуън Уест
- Гръмотевичният дом, The House of Thunder (1982) – под псевдонима Лей Никълс
- Древният враг, Phantoms (1983)
- Вуду, Darkfall (1984)
- Служители на Здрача, The Servants of Twilight (1985) – под псевдонима Лей Никълс
- Вратата към декември, The Door to December (1985) – под псевдонима Ричард Пейдж
- Отвъдни очи, Twilight Eyes (1985)
- Непознати, Strangers (1986)
- Призрачни огньове, Shadow Fires (1987) – под псевдонима Лей Никълс
- Пазители, Watchers (1987)
- Светкавица, Lightning (1988)
- Oddkins (1988)
- Полунощ, Midnight (1989)
- Лошо място, The Bad Place (1990)
- Студен огън, Cold Fire (1991)
- Убежище, Hideaway (1992)
- Драконови сълзи, Dragon Tears (1993)
- Мистър Убийство, Mr. Murder (1993)
- Зимна луна, Winter Moon (1993)
- Тъмните реки на сърцето, Dark Rivers of the Heart (1994)
- Наслада, Intensity (1995)
- Тик-так, TickTock (1996)
- Единственият оцелял, Sole Survivor (1997)
- Фалшива памет, False Memory (1998)
- Обсебване, From the Corner of His Eye (2000)
- Входът за рая – платен, One Door Away from Heaven (2001)
- На лунна светлина, By the Light of the Moon (2002)
- Лицето, (The Face) (2003)
- Пророчество, Life Expectancy (2004)
- The Taking (2004)
- Ускорение, Velocity (2005)
- Съпругът, The Husband (2006)
- Добрият, The Good Guy (2007)
- The Darkest Evening of the Year (2007)
- Сърцето ти принадлежи на мен, Your Heart Belongs to Me (2008)
- Relentless (2009)
- Breathless (2009)
- Какво знае нощта, What the Night Knows (2010)
- Шадоу Стрийт 77, 77 Shadow Street (2011)
- Невинност, Innocence (2013)
- Градът, The City (2014)
- Ashley Bell (2015)
- Мистериум, Devoted (2020)
- Нейде другаде, Elswhere (2020)
- The Other Emily (2021)
- Quicksilver (2022)
- The Big Dark Sky (2022)
- Къщата на края на света, The House at the End of the World (2023)
- След смъртта, After Death (2023)
- The Bad Weather Friend (2024)
- The Forest of Lost Souls (2024)
- Going Home in the Dark (2025)

### Серия „Тъкър“ (Tucker) – под псевдонима Брайън Кофи
1. Blood Risk (1974)
2. Surrounded (1974)
3. The Wall of Masks (1975)

### Серия „Двойник на Дядо Коледа“ (Santa's Twin)
1. Santa's Twin (1996)
2. Robot Santa: The Further Adventures of Santa's Twin (2004)

### Серия „Бряг на лунната светлина“ (Moonlight Bay)
1. Не бой се от нищо, Fear Nothing (1997)
2. Сграбчи нощта, Seize the Night (1998)
3. Ride the Storm (202?)

### Серия „Од Томас“ (Odd Thomas)
1. Чудакът Томас, Odd Thomas (2003)
2. Чудакът Томас: Завръщането, Forever Odd (2005)
3. Брат Од, Brother Odd (2006)
4. Odd Hours (2008)
5. Odd Apocalypse (2012)
6. Deeply Odd (2013)
7. Saint Odd (2015)

### Серия „Од Интерлюдия“ (Odd Interlude)
1. Odd Interlude Part One (2012)
2. Odd Interlude Part Two (2012)
3. Odd Interlude Part Three (2012)

- Odd Interlude (2012) – сборник

### Серия „Джейн Хоук“ (Jane Hawk)
1. Тихият ъгъл, The Silent Corner (2017)
2. The Whispering Room (2018)
3. The Crooked Staircase (2018)
4. The Forbidden Door (2018)
5. The Night Window (2019)

### Серия „Безименна“ (Nameless)
1. In the Heart of the Fire (2019)
2. Photographing the Dead (2019)
3. The Praying Mantis Bride (2019)
4. Red Rain (2019)
5. The Mercy of Snakes (2019)
6. Memories of Tomorrow (2019)

### Детски книги
- I, Trixie, Who is Dog (2009)
- Trixie and Jinx (2010)

### Комикси
- Trapped (1993) – в съавторство с Ед Горман
- Nevermore (2009) – в съавторство с Кейт Шампейн
- House of Odd (2012)

### Разкази (издадени в България)
- Котенца, The Kittens (1965)
- Легло №12, The Twelfth Bed (1968)
- Бруно, Bruno (1971)
- Ръцете на Оли, Ollie's Hands (1972)
- Ние тримата, We Three (1974)
- Нощта на бурята, Night of the Storm (1974)
- В дълбокия мрак, Down in the Darkness (1986)
- Джебчията, Snatcher (1986)
- Черната тиква, The Black Pumpkin (1986)
- Здрач на разсъмване, Twilight of the Dawn (1987)
- Госпожа Атила – хунския вожд, Miss Attila the Hun (1987)
- В капан, Trapped (1989)
- Закоравелия, Hardshell (1994)
- Непознати пътища, Strange Highways (1995) (кратък роман)
- Мрак под слънцето, Darkness Under the Sun (2010)
- Съседът, The Neighbor (2014)